# Deutsches Friedenskartell
Das Deutsche Friedenskartell (DFK) war ein Dachverband für die meisten Organisationen der deutschen Friedensbewegung in der Weimarer Republik. Es wurde am 26. Januar 1922 gegründet und existierte bis zum Austritt einiger Gründungsmitglieder am 17. Juni 1929. Es vertrat bei seiner Gründung 14, insgesamt 28 Friedensorganisationen.

## Gründung
Das DFK ging aus dem neunten Deutschen Pazifistenkongress 1920 in Braunschweig hervor, den die Deutsche Friedensgesellschaft veranstaltete. Dort wurde ein Hauptausschuss für unerledigte Anträge und die Vorbereitung des folgenden Kongresses in Essen beschlossen. Dieser umfasste Delegierte aller am Kongress beteiligten Gruppen und sollte in ihrem Namen Beschlüsse fassen. Nach dem Essener Kongress beschlossen seine Mitglieder am 16. Dezember 1921, dauerhaft zusammenzubleiben und regelmäßig zu tagen. Damit einigten sie sich erstmals seit 1918 auf eine ständige Vertretung, die nicht nur nationale und internationale Kongresse vorbereiten, sondern als Sprachrohr und Bindeglied aller beteiligten Gruppen öffentlich zu politischen Fragen Stellung beziehen sollte.
Als Vorsitzender wurde Ludwig Quidde, als seine Stellvertreter wurden Hellmut von Gerlach, Helene Stöcker und Gertrud Baer gewählt. 

## Mitglieder
An der Gründung des DFK waren neben der DFG 13 Organisationen beteiligt:
- Bund Neues Vaterland, nun als Deutsche Liga für Menschenrechte
- Deutsche Liga für Völkerbund
- Bund der Kriegsdienstgegner
- Friedensbund der Kriegsteilnehmer
- Friedensbund Deutscher Katholiken
- Bund religiöser Sozialisten
- Internationale Frauenliga für Frieden und Freiheit
- Weltjugendliga
- Deutscher Pazifistischer Studentenbund
- Bund Entschiedener Schulreformer
- Deutscher Monistenbund
- Bund für radikale Ethik.

Später kamen dazu:
- Vereinigung der Freunde von Religion und Völkerfrieden
- Bund für Mutterschutz und Sexualreform
- Gesellschaft für republikanisch-demokratische Politik
- Freideutscher Bund
- Volksbund für Geistesfreiheit
- Freie Aktivistische Jugend
- Bund Freier Sozialistischer Jugend
- Gruppe Revolutionärer Pazifisten
- Liga gegen koloniale Unterdrückung
- Internationaler Versöhnungsbund
- die Quäker in Deutschland
- Katholische Weltjugendliga.

## Politik
Da die Mitgliedergruppen verschiedene, manchmal gegensätzliche Ziele und Positionen zu aktuellen politischen Themen vertraten, musste das DFK unter Ludwig Quidde Kompromisse erreichen und diese öffentlich vertreten. 
Ein wesentlicher Streitpunkt unter den deutschen Friedensgruppen der Weimarer Zeit war ihr Verhältnis zum Friedensvertrag von Versailles, besonders zur Kriegsschuldfrage. Obwohl nicht alle Gruppen den Kriegsschuldparagraphen des Vertrages anerkannten, bejahten sie gemeinsam die Erfüllung der Vertragsauflagen, um so eine Verständigung mit Frankreich und mittelfristige Milderung der Reparationen zu erreichen. Dazu forderten sie von der deutschen Politik zum einen eine schonungslose Bestandsaufnahme der finanziellen Kapazitäten, zum anderen eine höhere Belastung der Besitzenden mit den Kriegsfolgelasten.
Die französisch-belgische Ruhrbesetzung 1923 sah das DFK als Folge deutscher Provokationen und Sabotageakte an. Anfangs unterstützte es den Aufruf der Regierung unter Wilhelm Cuno zum passiven Widerstand dagegen. Doch als die Regierung keine Vorschläge zur Konfliktlösung an Frankreich machte, beendete das DFK diese Zustimmung.
Nach dieser Ruhrbesetzung rief die Regierung den Ausnahmezustand aus, um die öffentliche Autorität wiederherzustellen. Dagegen protestierte das DFK erst, als diese Maßnahme auch Verbote von pazifistischen Aktionen nach sich zog. Nun wandte es sich gegen die Einschränkung der Versammlungsfreiheit und trat für den Schutz der Weimarer Verfassung durch die Bevölkerung ein.
Hauptanliegen des DFK wurde der Kampf gegen den wieder erstarkenden deutschen Militarismus. Hier bestand es auf uneingeschränkter Erfüllung der Entwaffnung und Rüstungsobergrenzen, die der Versailler Vertrag festgelegt hatte. Es prangerte steigende Rüstungsausgaben an, deckte die heimliche Wiederaufrüstung der Reichswehr auf, bekämpfte den Revanchismus und Pläne zur Wiedereinführung der Wehrpflicht. Dafür wurden einzelne DFK-Mitglieder als Landesverräter angeklagt und verurteilt.
Obwohl der Antimilitarismus im DFK stark vertreten war, legte Ludwig Quidde es auf eine gemäßigte außenpolitische Linie fest, um so Einfluss auf die Regierungspolitik zu wahren. Hier blieb das DFK im Rahmen traditioneller Forderungen nach Entspannung, allgemeiner Abrüstung, Abkehr von Hegemonialpolitik und internationaler Zusammenarbeit. 
Als einige Mitgliedsverbände des DFK 1926 am Volksentscheid zur entschädigungslosen Enteignung der Fürstenhäuser teilnahmen, den die KPD initiiert hatte, distanzierte sich die gemäßigte Deutsche Liga für Völkerbund vom DFK. 1927 unterstützte sie die deutsche Militärpolitik und trat aus dem DFK aus, um so finanzielle Fördermittel von der Regierung zu erhalten.
Nachdem Deutschland in den Völkerbund aufgenommen und damit ein Nahziel der Vertragspazifisten erreicht war, führten die radikaleren Gruppen eine Unterschriftensammlung zur präventiven Kriegsdienstverweigerung in einigen Ländern und Kommunen durch. Zudem sammelten sich die antimilitaristischen Verbände im Linkskartell. Der DFK vertrat nun seinerseits radikalere Positionen, verstärkte so aber nur die Konkurrenz zwischen beiden Dachverbänden. Der Hauptvertreter der DFG, Fritz Küster, und der neugegründeten GRP, Kurt Hiller, griffen sich gegenseitig an, stimmten jedoch in wesentlichen Zielen – Kriegsdienstverweigerung, Abschaffung der Reichswehr, Kritik an der Militärpolitik der demokratischen Parteien – weiterhin überein. 
Zum Bruch kam es über die Frage, ob sich das DFK am Volksbegehren gegen den Bau des Panzerkreuzers beteiligen und gegen das Demonstrationsverbot für die KPD im Mai 1929 protestieren sollte. Als dieser Protest ausblieb, traten die DFG und die Deutsche Liga für Menschenrechte aus dem DFK aus. Damit war dieses praktisch beendet.

## Nachfolge
Im Dezember 1931 gründeten 16 Weimarer Friedensverbände den Deutschen Ausschuss für Abrüstungspropaganda. Er wollte die deutsche Öffentlichkeit für die damalige Genfer Abrüstungskonferenz sensibilisieren, was jedoch kaum gelang.
Der Historiker Wolfram Wette urteilt:
Als 1929 das Deutsche Friedenskartell wegen unüberbrückbarer Spannungen zwischen der gemäßigten und der radikalen Richtung aufgelöst werden mußte, bedeutete dies für die deutsche Friedensbewegung den Schritt in die politische Bedeutungslosigkeit.